# Dálnice M3 (Maďarsko)

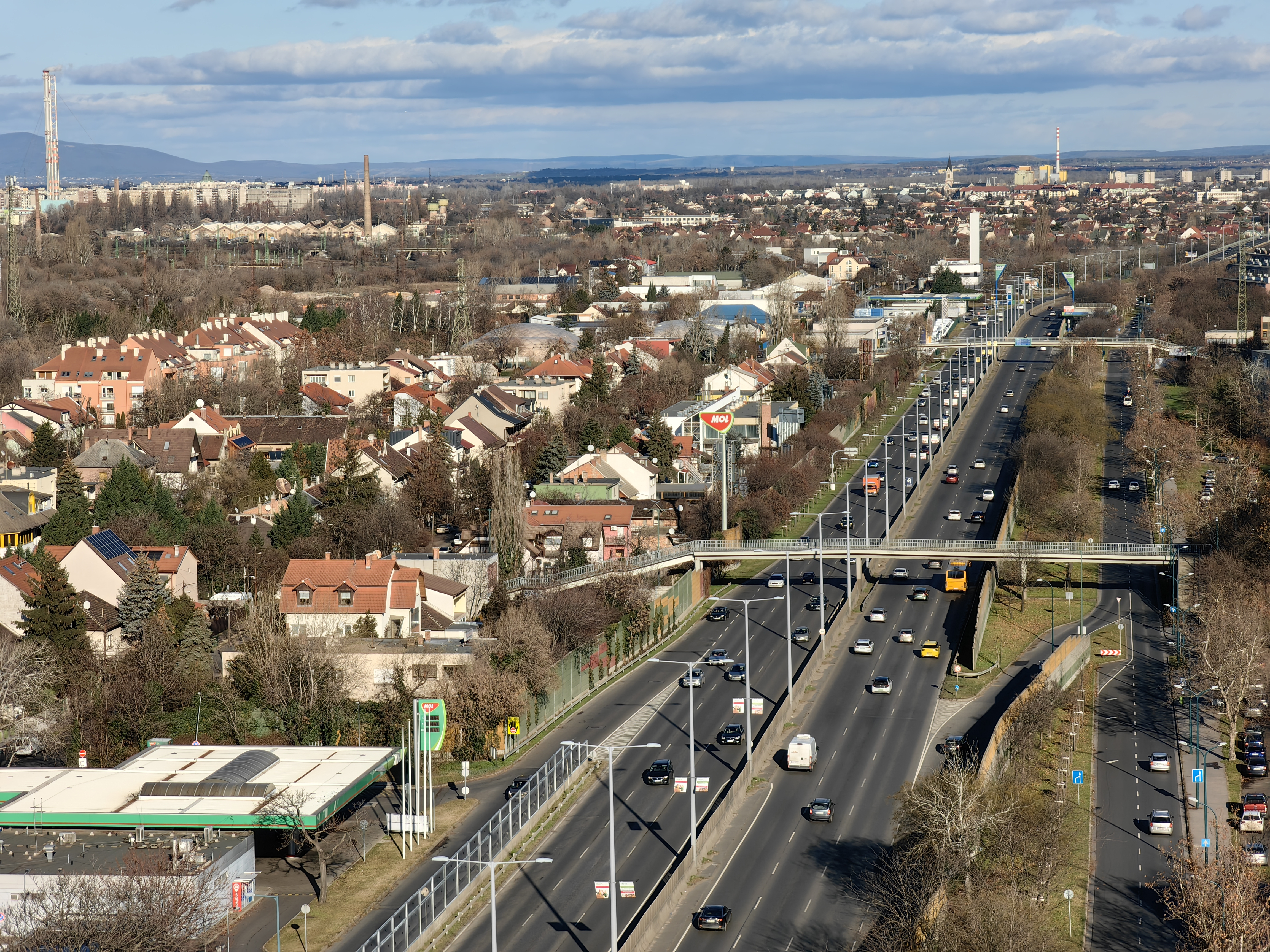
Zaústění dálnice do Budapešti.

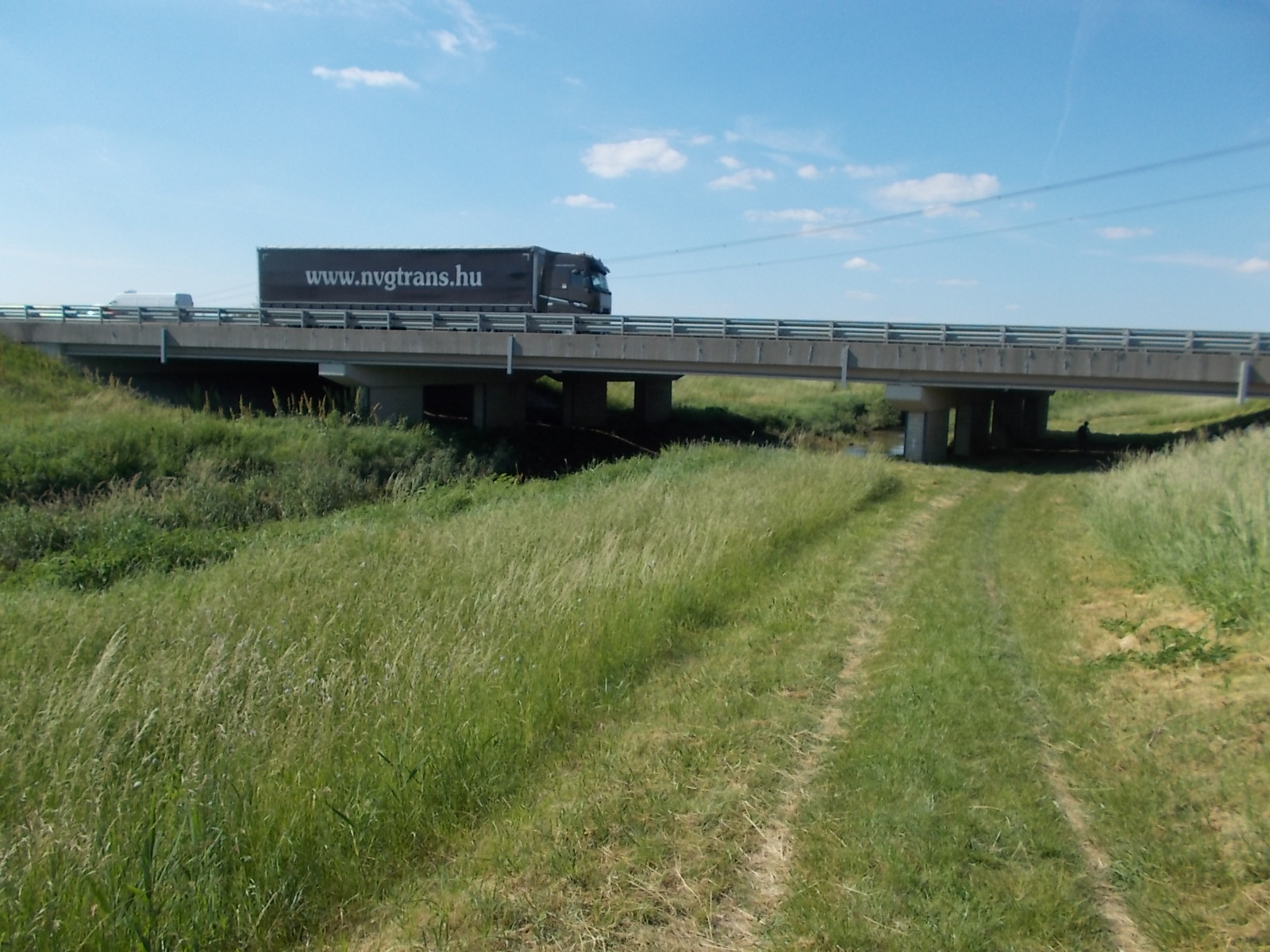
Dálniční most přes řeku Zagyva.

Dálnice M3 (maďarsky M3-as autópálya) je dálnice v Maďarsku, která spojuje hlavní město Budapešť se severovýchodní části země (např. města Eger, Miskolc a další. Se svojí délkou 280 km je nejdelší stavbou tohoto typu v zemi. Výhledově propojí maďarskou dálniční síť s Ukrajinou, její větvě poskytují dopravní spojení se Slovenskem a nedalekým Rumunskem.

## Historie
Důvodem pro výstavbu této dálnice byla nezbytnost spojit maďarskou metropoli Budapešť s tehdy rychle rostoucím průmyslovým městem Miskolcem. Plán rychlostní komunikace spatřil světlo světa již roku 1932, nicméně tehdy nebylo Maďarsko s to něco takového zbudovat.
Až s dramatickým nástupem individuálního motorismu v 60. letech se ukázal vznik dálnice jako nezbytnost. Výstavba komunikace, která navazovala na silniční síť metropole, tak na sebe nenechala dlouho čekat. Spolu s dálnicemi M7, M1 a M5 vznikala jako jedna z prvních. Již tehdy se nicméně nejednalo o jednoduchou záležitost. Velmi brzy se ukázalo, že maďarské strojírenství a stavebnictví nedokáže zcela spoléhat na vlastní síly. Kromě domácích strojů byly pořízeny i buldozery a další technika z Spojených států amerických a Švédska. Některé úseky dálnice rozdělily příměstská sídla (např. Mogyoród) na dvě části. Prvních čtrnáct kilometrů dálnice M3 bylo dáno do užívání dne 16. října 1978. Jednalo se o úsek ze středu maďarské metropole až po město Gödöllő. Slavnostní otevření prvního úseku se uskutečnilo za přítomnosti ministra dopravy a člena maďarského politbyra, Ferencené Cservenky. Celkové náklady na první úsek dosáhly hodnoty 1,3 miliardy tehdejších forintů. Dálnice zkrátila cestu z Budapešti do Gödöllő na 17 minut jízdy a jako první byla zbudována v plném profilu (na rozdíl od dálnice M7 k Balatonu, která vznikla nejprve v profilu polovičním). Zaústění do metropole bylo dokončeno zcela ale až v letech 1983 a 1984. Tam bylo nezbytné vybourat nemalé množství domů pro potřeby nové dálniční křižovatky při úrovni ulice Svatého Michala. Padla tak k zemi velká část železniční kolonie v patnáctém městském obvodě.
Dalších 29 km bylo dokončeno až dne 31. října 1980. Díky tomu mohli maďarští motoristé dojet po dálnici až do Hatvanu.
V roce 1983 byla stavba prodloužena ještě o 15 kilometrů až po město Gyöngyös, a to na jeho západní okraj. Původní silnice byla kvůli mimoúrovňovému křížení přeložena. To byl poslední úsek, který byl hotový do roku 1989, kdy v zemi skončil komunistický režim. Původní projekty počítaly s tím, že dálnice povede až po město Emőd v trase celostátní silnice č. 3 a poté bude pokračovat k Miskolci a k hraničnímu přechodu s bývalým československem u Tornyosnémeti, odkud by dále vedla do Košic.
V 90. letech 20. století v období transformace padlo rozhodnutí dobudovat právě tuto dálnici z toho ohledu, že průmyslový sever země byl strukturálně zásadně zasažen a lepší dopravní spojení bylo vnímáno jako nástroj jak tuto situaci zmírnit. Následná měření v ekonomické oblasti nicméně ukázala, že k takovému efektu nakonec téměř vůbec nedošlo.
Další úsek byl hotový v lednu 1998, a to o délce 44 km až do města Füzesabony. Na přelomu století byly vypracovány čtyři varianty budoucího trasování dálnice, které vzbudily rozsáhlou diskuzi v maďarské společnosti, neboť padlo původní rozhodnutí vést komunikaci k slovenské hranici. O čtyři roky později dosáhla města Polgár (dokončeno bylo dalších 61 km). Most přes řeku Tisu vznikl právě u obce Polgár a jeho délka zde činí 405,5 m. 
Roku 2004 bylo dáno do užívání dalších 11 km k obci Görbeháza a o tři roky později dosáhla stavba až k župnímu městu Nyíregyháza. Tím se napojila na již dokončený dálniční obchvat města, který byl zprovozněn o několik měsíců dříve. Prostředky na nové úseky poskytla Evropská investiční banka.
Výstavba nových úseků znamenala snížení dopravní zátěže na silnici celostátního významu č. 3 a to o více než 50 %; např. v Kápolně denní počet vozidel poklesl ze 14 tisíc na 6 tisíc. V ostatních obcích došlo k obdobným změnám.
Do své současné podoby byla dálnice dokončena dalšími dvěma úseky: po obec Őr v délce 33,8 km dne 16. ledna 2013 a až po Vásárosnamény, tedy 11,9 km, dne 10. října 2014. Během výstavby dálnice byla při archeologických průzkumech učiněna celá řada zajímavých objevů, které jsou umístěny v různých maďarských muzeích. Nalezeny byly např. předměty denní potřeby, jako jsou spony, ozdoby do vlasů, nebo nádobí. Mimo to byly nalezeny i jednotlivé hroby.
K dokončení dálnice na maďarsko-ukrajinskou hranici zbývá ještě 25 km. Studie dokončení byla vypracována již v roce 2009. Stavební práce měly být původně zahájeny do roku 2020. Dohoda s Ukrajinou byla uskutečněna v roce 2017. K realizaci nicméně nedošlo. Nejprve měla vzniknout pouze první polovina dálnice. Nový hraniční přechod se potom měl postavit u vesnice Beregdaróc. Předpokládá se, že na ukrajinské straně hranice vznikne komunikace na obdobné úrovni, která bude pokračovat dále do Berehova a Mukačeva. Bylo spočítáno, že po dokončení bude dálnice přímo konkurovat nákladní železniční dopravě.
Vzhledem k stárnutí některých úseků dálnice byl v roce 2024 odstartován rozsáhlý projekt modernizace, který se týká nejen M3, ale i dalších komunikací obdobného typu. Předpokládáno je také rozšíření dálnice do podoby 3+3 jízdní pruhy, a to okolo 30. km.

## Trasa
Dálnice M3 vychází z maďarského hlavního města ještě před začátkem budapešťského dálničního okruhu. Z uvedené třídy směřuje severovýchodním směrem, navazuje na Andrássyho třídu a v podobě dálnice začíná na dopravním uzlu u stanice metra Mexikói út. 
Na svém třináctém kilometru (počítáno od nultého kilometrovníku na náměstí Clark Adám tér) kříží zmíněný dálniční okruh hlavního města M0 v jeho severovýchodní části, stáčí se více na východ a pokračuje po severním okraji Velké dunajské nížiny okolo měst Gödöllő (obchází jej severním směrem), Hatvan (zde překonává řeku Zagyva), Tiszaújváros (zde překonová řeku Tisu), Nyíregyháza až před město Vásárosnamény, kde zaúsťuje do silnice č. 41. Další pokračování na ukrajinskou hranici směrem k městu Mukačevo je ve fázi projektu. 
Až po obec Emőd (jižně od Miskolce) je M3 vedena podél silnice celostátního významu č. 3, pak se od něj odchyluje a vede podél silnic 36 a 41.

### Územní vymezení
Dálnice prochází územím Pešťské župy, dále župy Heves, Borsod-Abaúj-Zemplén, Hajdú-Bihar a Szabolcs-Szatmár-Bereg. 
Zasahuje na území následujících obcí: Budapest, Fót, Mogyoród, Szada, Gödöllő, Domony, Bag, Hévízgyörk, Galgahévíz, Kerekharaszt, Hatvan, Hort, Ecséd, Atkár, Gyöngyöshalász, Karácsond, Nagyfüged, Ludas, Nagyút, Kompolt, Kál, Füzesabony, Szihalom, Mezőszemere, Mezőkövesd, Mezőkeresztes, Mezőnagymihály, Gelej, Csincse, Emőd, Mezőcsát, Igrici, Hejőpapi, Nemesbikk, Hejőkürt, Oszlár, Polgár, Folyás, Görbeháza, Hajdúböszörmény, Hajdúnánás, Hajdúdorog, Kálmánháza, Nyíregyháza, Nagykálló, Napkor, Kállósemjén, Magy, Pócspetri, Ófehértó, Kántorjánosi, Őr, Papos, Nyírparasznya, Vásárosnamény

## Výjezdy a dopravní návaznosti
Z dálnice M3 odbočuje několik kratších dálničních propojek, přivaděčů a větví a další jsou plánovány. U města Gödöllő se napojuje dálnice M31, která je zkratkou pro dopravu z jižní části okruhu M0. U města Füzesabony je to dálniční přivaděč M25 do města Egeru. Na 151. km odbočuje severním směrem dálnice M30 k městu Miskolc a dále ke slovenské hranici směr Košice (evropská silnice E71). Na 187. km odbočuje jihovýchodním směrem dálnice M35 k městu Debrecen, na kterou navazuje úsek dálnice M4 do Rumunska (Oradea). U města Mátészalka bude k rumunským hranicím odbočovat ještě dálnice M49 (směr Satu Mare) a u města Vásárosnamény) se bude severním směrem odpojovat dálnice M34 k přechodu Záhony na Ukrajinu (směr Užhorod).

## Provoz
Stejně jako v případě jiných dálnic tohoto typu se míra provozu snižuje ve směru od hlavního města dále k ukrajinské hranici. Až po obec Mezőkövesd je značné, pak klesá vytížení podstatněji. Na jednotlivých úsecích denně v průměru projede následující počet vozidel:
- Budapešť (Szentmihályi út – křížení s M0): 89 822
- Gödöllő (křížení s dálnicí M31 – Bag): 61 222
- Hatvan (Hatvan-východ – Hatvan-kelet): 55 248
- Füzesabony (Kál – Füzesabony): 40 264
- Polgár (Tiszaújváros – Polgár): 24 602
- Nyíregyháza (Nyíregyháza-západ – Nyíregyháza-jih): 17 701
- Vásárosnamény (Őr – Vásárosnamény-jih): 2 768

Dopravní vytížení dálnice neustále roste. V roce 2002 bylo na západním konci u Budapešti např. naměřeno 72 tisíc vozidel.

## Rychlost
Maximální povolená rychlost na dálnici je 130 km/h, ačkoliv na některých úsecích může být i nižší, tj. 110 km/h a proměnným značením může být v souvislosti s provozem upravována.

## Správa dálnice
Údržbu a správu dálnice zajišťuje od křížení s dálnicí M0 až na poslední nejvýchodnější úsek společnost MKIF Magyar Koncessziós Infrastruktúra Fejlesztő Zrt., a to od 1. srpna 2023. Má svoje pobočky v obcích Gödöllő, Káli, Emőd, Hajdúnánás a Ófehértó. 

## Zajímavosti
Na 19. km dálnice se nachází závodní okruh Hungaroring.
Dne 1. května 2007 byl také otevřen pětihektarový Archeopark, který zahrnuje řadu významných objektů, které byly nalezeny při průzkumech při stavbě dálnice. Je zde přístřešek z mladší doby kamenné, dále mohylník z uvedené doby, výstava která se týká fauny a flóry a etnografických specifik regionu. 